# Somewhere in Time (album)
Somewhere in Time este un album de heavy metal al trupei britanice Iron Maiden. Albumul a fost lansat pe 26 septembrie 1986, lansat inițial prin Capitol și ulterior prin EMI.
Piesele "Wasted Years" și "Stranger in a Strange Land" au fost lansate ca single-uri.
În 1995 a fost lansată o alta versiune ce mai conținea un CD bonus cu următoarele piese:
1. Reach Out
2. Juanita
3. Sherriff Of Huddersfield
4. That Girl

Albumul a fost remasterizat în 1998, iar CD-ul conține o secțiune multimedia cu videoclipuri, galerie foto, biografie, linkuri internet și o copertă cu 24 de pagini color cu fotografii și desene cu Eddie, mascota trupei.

## Tracklist
1. "Caught Somewhere in Time" (Harris) – 7:25
2. "Wasted Years" (Smith) – 5:07
3. "Sea of Madness" (Smith) – 5:42
4. "Heaven Can Wait" (Harris) – 7:21
5. "The Loneliness of the Long Distance Runner" (Harris) – 6:31
6. "Stranger in a Strange Land " (Smith) – 5:44
7. "Déjà Vu" (Harris, Murray) – 4:56
8. "Alexander the Great (356-323 B.C.)" (Harris) – 8:37

## Componență
- Bruce Dickinson - voce
- Steve Harris - bas
- Adrian Smith - chitară
- Dave Murray - chitară
- Nicko McBrain - baterie

## Alte Persoane
- Martin Birch - producator, inginer de sunet, mixaj
- Albert Boekholt - inginer de suner
- Ronald Prent - inginer de sunet
- Derek Riggs – artwork și design